# کلینکن
کلینکن (به آلمانی: Klinken) یک منطقهٔ مسکونی در آلمان است که در Lewitzrand واقع شده‌است. کلینکن  ۳۶۷ نفر جمعیت دارد.